# 834

## Nașteri
- dată necunoscută: Robert de Blois  (d. ?)

## Decese
- dată necunoscută: Guillaume de Blois  (n. ?)